# Ga Asan
Ga Asan (Tiếng Hàn: 아산역, Hanja: 牙山驛) là ga đường sắt trên Tuyến Janghang ở Jangjae-ri, Baebang-eup, Asan-si, Chungcheongnam-do, Hàn Quốc và là ga tàu điện ngầm trên Tàu điện ngầm vùng thủ đô Seoul tuyến 1. Tất cả ITX-Saemaeul, Mugunghwa-ho và Tàu điện ngầm vùng thủ đô Seoul tuyến 1 đều dừng tại ga này. Vì Ga Cheonan–Asan nằm gần đó nên có thể di chuyển giữa Tuyến Janghang và đường sắt cao tốc.

## Lịch sử
- 30 tháng 3 năm 2007: Khai trương như một nhà ga thông thường[4]
- 15 tháng 12 năm 2008: Được chỉ định là trung tâm bán vé Euljong với việc bắt đầu hoạt động của Tàu điện ngầm thủ đô Seoul tuyến 1
- 1 tháng 6 năm 2009: Bắt đầu vận hành Nuri-ro
- 1 tháng 7 năm 2009: Dịch vụ xe lửa Mugunghwa-ho giữa Asan-Daecheon-Iksan bắt đầu
- 5 tháng 2 năm 2015: Bắt đầu đưa tàu West Gold Train vào hoạt động
- 9 tháng 12 năm 2016: Đình chỉ Nuri-ro
- 28 tháng 2 năm 2017: Nối lại dịch vụ Nuri-ro
- 30 tháng 12 năm 2019: Do sửa đổi lịch trình tàu, hoạt động của Nuri giữa Seoul~Sinchang tạm thời bị đình chỉ và dịch vụ tốc hành Shinchang tăng lên.
- 13 tháng 1 năm 2020: Nối lại dịch vụ Nuri-ro (Seoul~Sinchang)
- 23 tháng 5 năm 2020: Dịch vụ Nuri-ro bị đình chỉ (Seoul~Sinchang)

## Bố trí ga
| ↑ Ssangyong | ↑ Ssangyong | ↑ Cheonan       | ↑ Cheonan       | ↑ Cheonan       | Ssangyong ↓ | Ssangyong ↓ |
|             | ４          | ３              | \|              | ２              | １          |             |
| ↑ Tangjeong | ↑ Tangjeong | Onyangoncheon ↓ | Onyangoncheon ↓ | Onyangoncheon ↓ | Tangjeong ↓ | Tangjeong ↓ |

| 1 | ● Tuyến 1      | Địa phương·Tốc hành A            | → Hướng đi Bangbae · Onyangoncheon · Sinchang →      |
| 2 | Tuyến Janghang | Saemaeul-ho·Mugunghwa-ho G-Train | → Hướng đi Hongseong · Daecheon · Iksan →            |
| 3 | Tuyến Janghang | Saemaeul-ho·Mugunghwa-ho G-Train | ← Hướng đi Pyeongtaek · Suwon · Yongsan              |
| 4 | ● Tuyến 1      | Địa phương·Tốc hành A·Tốc hành B | ← Hướng đi Seoul · Cheongnyangni · Đại học Kwangwoon |

## Hình ảnh

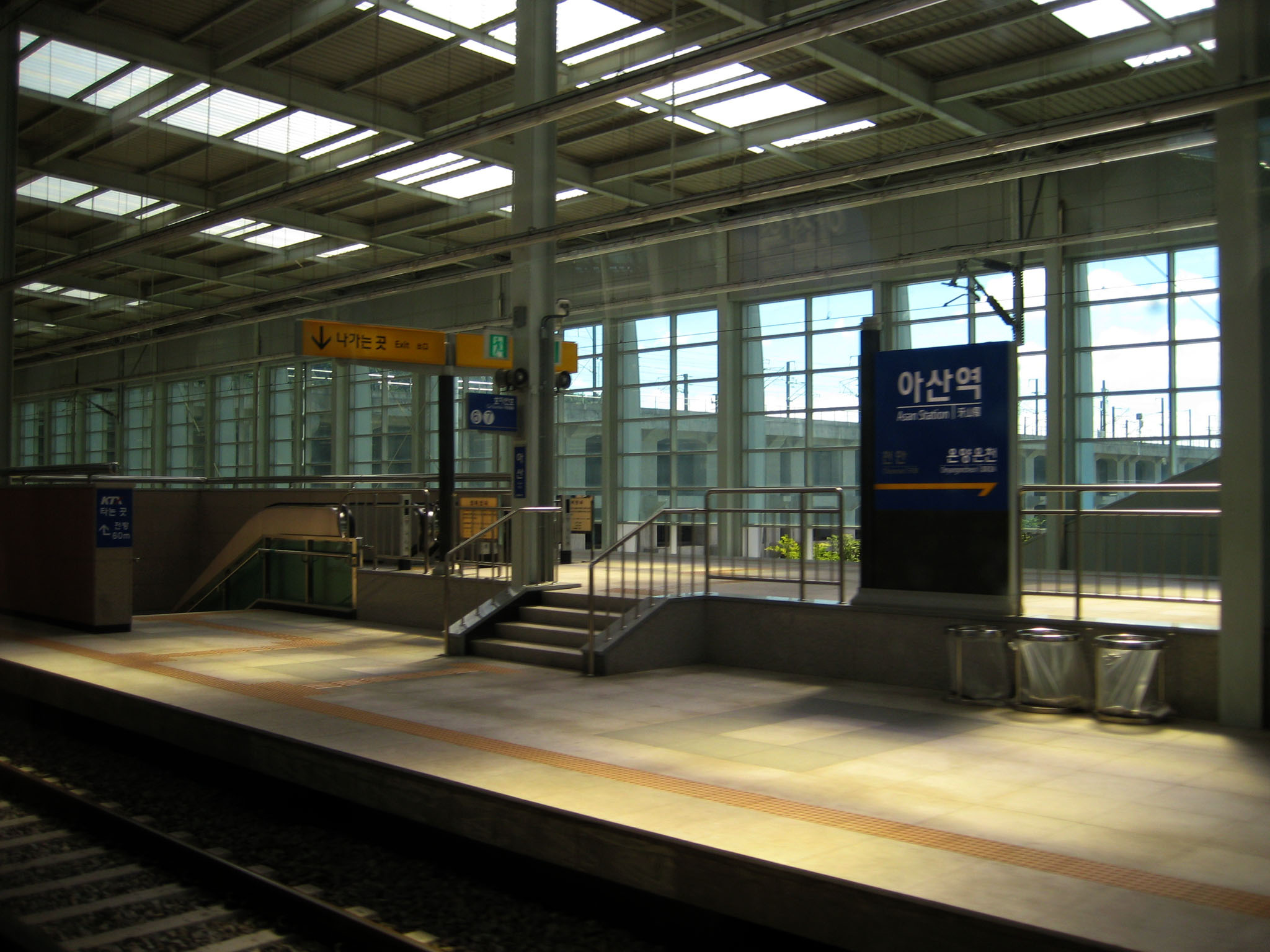
Bảng tên nhà ga chung, sân ga
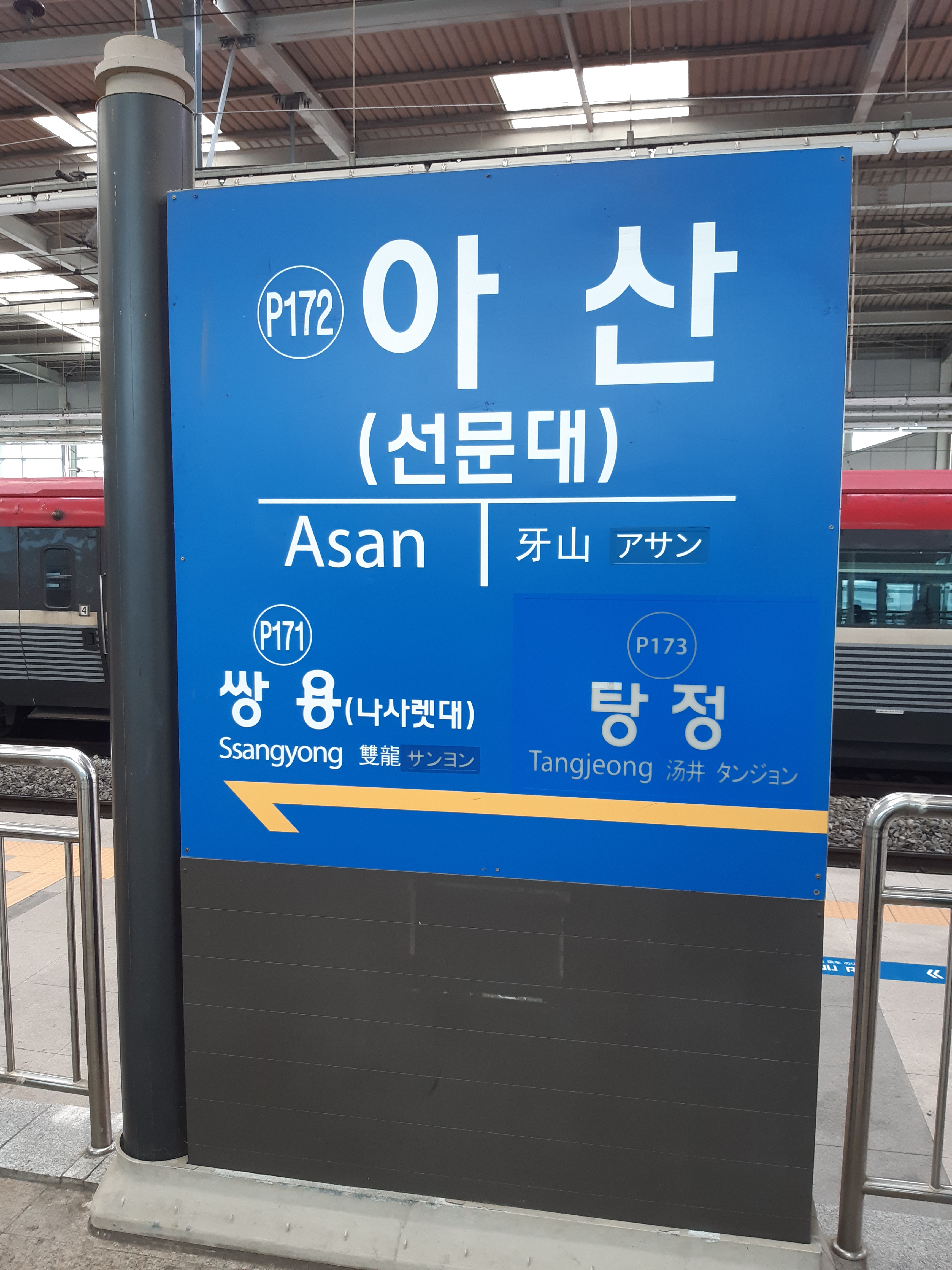
Bảng tên ga tuyến 1
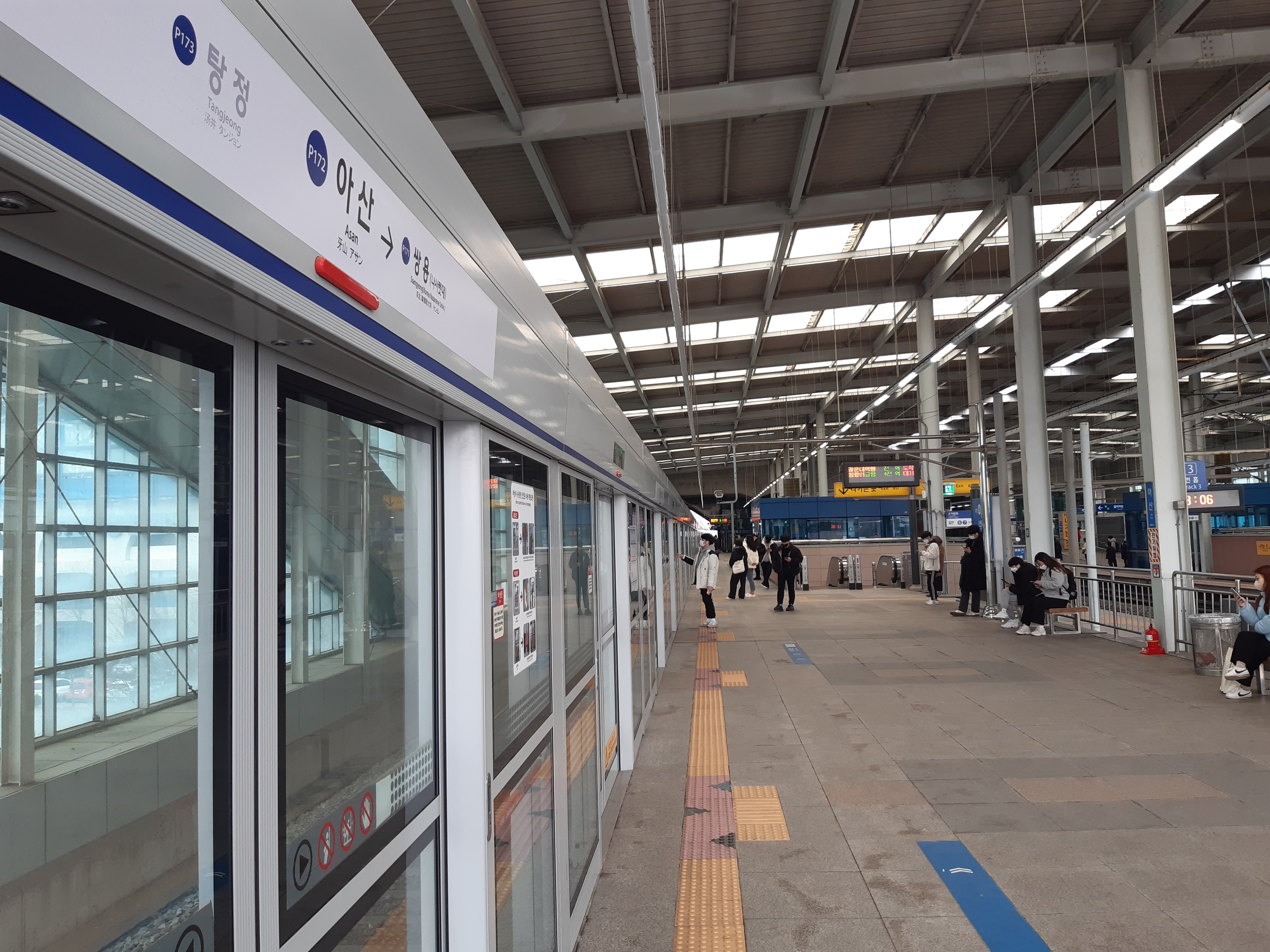
Sân ga tuyến 1